# Silly Billies
Pour plus de détails, voir Fiche technique et Distribution.
Silly Billies  est un film américain réalisé par Fred Guiol, sorti en 1936.

## Fiche technique
- Titre : Silly Billies
- Réalisation : Fred Guiol
- Scénario : Fred Guiol, Thomas Lennon, Al Boasberg et Jack Townley
- Montage : John Lockert
- Musique : Roy Webb
- Production : Lee S. Marcus
- Société de production : RKO Pictures
- Pays d'origine :  États-Unis
- Format : Noir et blanc — 35 mm — 1,37:1 —  Mono (RCA Victor System)
- Genre : Comédie, western
- Durée : 64 minutes
- Dates de sortie : 1936

## Distribution
- Bert Wheeler : Roy Banks
- Robert Woolsey : Dr. Philip 'Painless' Pennington
- Dorothy Lee : Mary Blake
- Harry Woods : Hank Bewley
- Ethan Laidlaw : Trigger
- Chief Thunderbird : Chief Cyclone
- Delmar Watson : Martin
- Richard Alexander : John Little

Acteurs non crédités :
- Harry Bernard : Prospector
- Willie Best : Excitement
- Lafe McKee : Pioneer
- Jim Thorpe : Medicine Man
- Chief Thundercloud : Indien
- Leo Willis : Bandit
- Jane Keckley